# Władysław Ziętkiewicz
Władysław (Jan) Ziętkiewicz (ur. 23 maja 1892 w Dębnie, zm. 20 czerwca 1940 k. Raon-l’Étape we Francji) – pułkownik piechoty Wojska Polskiego, taternik, działacz narciarski i pionier narciarstwa wysokogórskiego.

## Życiorys
Syn Franciszka i Ludwiki ze Stachurskich. Uczęszczał do Gimnazjum w Bochni i Przemyślu (od 1906), gdzie zdał maturę w 1910, a następnie złożył 4 semestry prawa na Uniwersytecie im. Jana Kazimierza we Lwowie, zdobywając tytuł prawnika, lecz nie zdążył złożyć egzaminów państwowych. Był członkiem Polskiego Towarzystwa Gimnastycznego „Sokół” i Drużyn Bartoszowych. W 1909 był jednym z pierwszych członków przemyskiej drużyny piłki nożnej „San”, późniejszego klubu Polonia.
W czasie I wojny światowej walczył w cesarskiej i królewskiej armii w Dolomitach (służba w armii austriackiej 1914–1918 – 1 pułk strzelców tyrolskich (Trydent) – poczta polowa – Feldpost 611). Skończył jednoroczną szkołę oficerską, po czym został dowódcą narciarskiego oddziału wywiadowczego w Karpatach. Zapadł na tyfus brzuszny i w okresie od 1 maja 1915 do 3 czerwca 1915 przebywał w szpitalu w Pradze. Jako rekonwalescent przydzielony został do oddziału kadrowego w Wells, a następnie na stanowisko dowódcy plutonu na kursie narciarskim w Zell. Od 1 października 1915 do 3 listopada 1918 brał udział w walkach w Dolomitach. Ponadto był uczestnikiem kursów specjalistycznych: taktyki, strzelania z broni maszynowej, narciarskim, wspinaczki wysokogórskiej. Dowodził kompanią wysokogórską i przodowników górskich. Był trzykrotnie ranny. Po zawieszeniu broni, 3 listopada 1918 dostał się do niewoli, z której podjął ucieczkę 3 grudnia 1918. Przeszedł Tyrol Południowy i w Innsbrucku wsiadł do pociągu do Krakowa.
Służył w Wojsku Polskim w 2 pułku strzelców podhalańskich. W 1919 brał udział w wyprawie na Spisz. 11 czerwca 1919 dowodzona przez niego kompania wysokogórska przekroczyła starą węgierską granice i pokonała ponad 50-kilometrową trasę Zakopane – Jaszczurówka – Łysa Polana – Jaworzyna Spiska, skąd przez Dolinę Jaworową – Zadnie Koperszady – Przełęcz pod Kopą i Dolinę Kieżmarską doszła do Matlar. Następnego dnia przybyli parlamentariusze czescy z Tatrzańskiej Łomnicy. Uzgodniono porozumienie, na mocy którego Polacy mieli nie przekraczać linii Matlar i Białej Spiskiej. Czesi udostępnili łączność, za pomocą której przekazano kompanii rozkaz powrotu. Kompania z towarzyszącymi im celnikami czeskimi przez Zdziar i Jaworzynę Spiską dotarła na powrót do Łysej Polany.
Brał udział w wojnie polsko-bolszewickiej jako dowódca batalionu. 6 kwietnia 1920 ogłoszono w I Brygadzie Górskiej pogotowie marszowe. Ziętkiewicz objął dowództwo batalionu w 2 pułku strzelców podhalańskich. Wraz z dywizją przeszedł szlak bojowy od Firleja i Kocka, przez Łuków i Białystok, nad Niemen. 23 września 1920 w pochodzie na Grodno wyróżnił się w walkach i przy forsowaniu Niemna, za co został wyróżniony Srebrnym Krzyżem Wojennego Orderu Virtuti Militari. Wojnę zakończył w stopniu kapitana.
W latach 1919–1920 i 1921–1924 dowodził kompanią wysokogórską 3 pułku strzelców podhalańskich. Następnie pełnił służbę w Państwowym Urzędzie Wychowania Fizycznego i Przysposobienia Wojskowego w Warszawie. Z dniem 1 czerwca 1933 roku został przeniesiony z PUWFiPW do 53 pułku piechoty Strzelców Kresowych w Stryju na stanowisko zastępcy dowódcy pułku. W listopadzie 1935 roku został ponownie przeniesiony do PUWFiPW na stanowisko zastępcy dyrektora. W marcu 1938 roku został wyznaczony na stanowisko dowódcy 49 Huculskiego pułku strzelców w Kołomyi, lecz obowiązków nie objął pozostając w PUWFiPW. W marcu 1939 roku witał na granicy oddziały węgierskie, po zajęciu przez nich Zakarpacia. Był prezesem Okręgu Pokuckiego Towarzystwa Rozwoju Ziem Wschodnich w 1939.

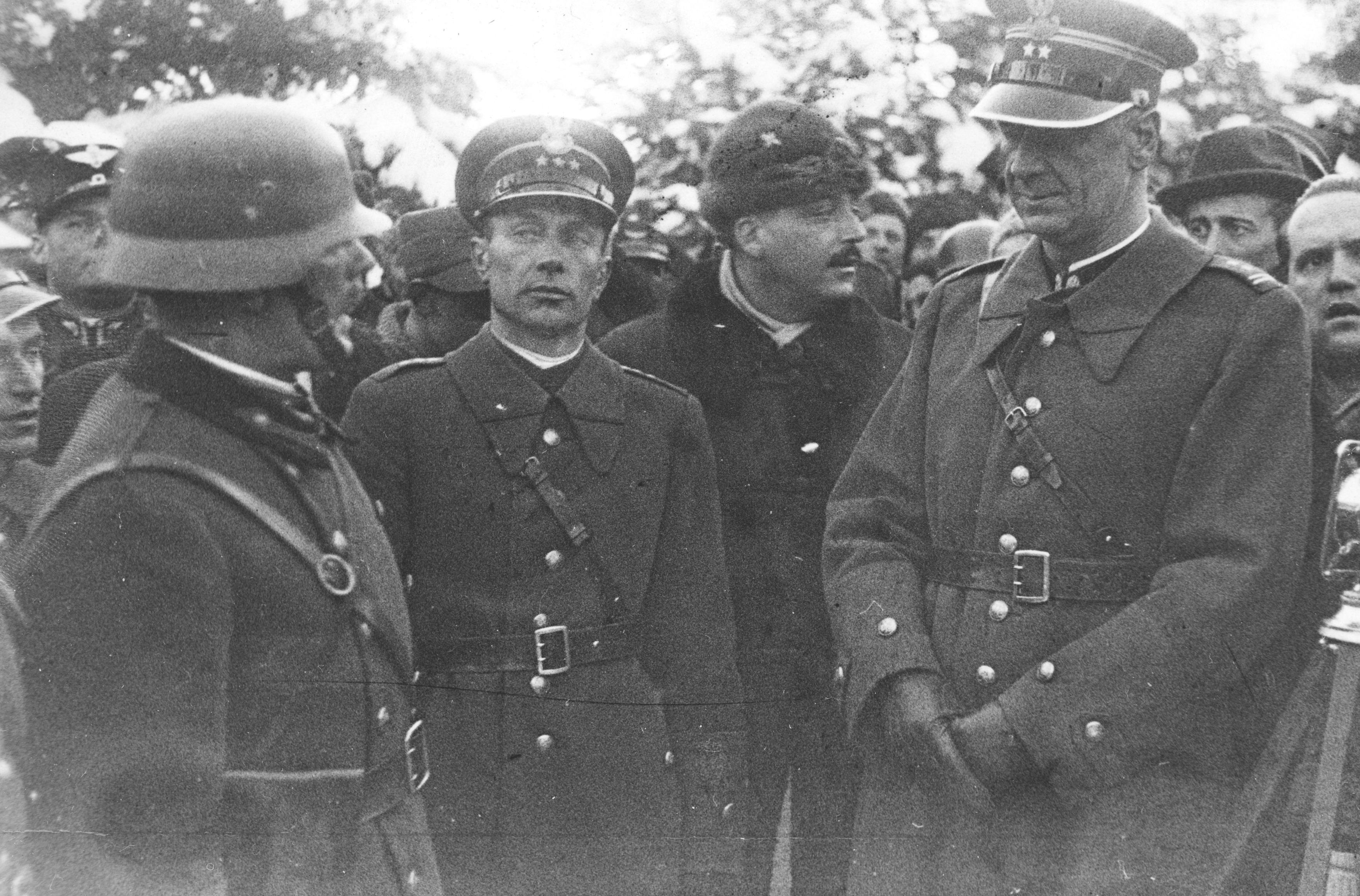
Władysław Ziętkiewicz (pierwszy z prawej) wita na granicy oddziały węgierskie w marcu 1939

Wiosną 1939 roku został dowódcą 1 pułku KOP „Karpaty” i otrzymał zadanie obsadzenia na odcinku „Węgry: pododcinka „Stryj” i osłaniania granicy od strony Węgier. W kampanii wrześniowej początkowo w odwodzie Armii „Karpaty”, następnie przerzucony rozkazem Naczelnego Wodza na Podkarpacie. Brał udział w walkach pod Grybowem, Jasłem i Krosnem. Pod Birczą zgrupowanie poniosło dotkliwe straty – 30% stanu osobowego i 60% w artylerii. W dalszej części kampanii dowodził pułkiem zbiorowym 24 Dywizji Piechoty na szlaku bojowym aż do Lwowa.
Po przedarciu się do Francji został dowódcą 2 pułku grenadierów wielkopolskich im. Bolesława Chrobrego. 3 maja 1940 roku został awansowany na pułkownika. Na czele pułku walczył w kampanii francuskiej. W połowie maja 1940 roku dowodzona przez niego jednostka skierowana została na wzmocniony odcinek Saary. 17 czerwca 1940 roku poprowadził osobiście kontratak na bagnety wypierając Niemców z przyczółka za kanał pod Vaucourt. Zginął pod Lagarde 20 lub 21 czerwca 1940 roku w zasadzce, już po zawieszeniu broni. Został pochowany w Saint-Dié-des-Vosges.

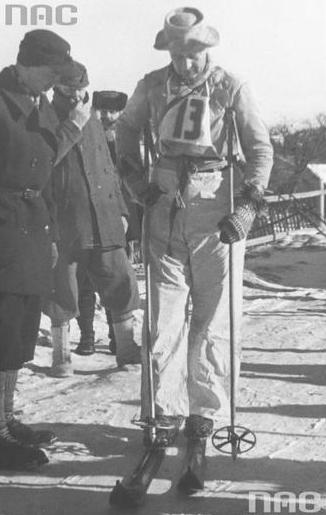
Władysław Ziętkiewicz na starcie II etapu marszu szlakiem huculskim II Brygady Legionów (1936)

Władysław Ziętkiewicz uprawiał narciarstwo i był aktywnym taternikiem w latach 20. XX wieku, razem z Mieczysławem Świerzem przeszedł południową ścianę Zamarłej Turni i Piarżyste Czuby (1921). W tym czasie, razem z kompanią wysokogórską brał udział w budowie schroniska PTTK „Murowaniec”, pomagał zagospodarowywać opuszczone schroniska. Aktywnie uprawiał narciarstwo wysokogórskie, działał w Polskim Związku Narciarskim. W latach 1921–1924 był wiceprezesem Sekcji Turystycznej Polskiego Towarzystwa Tatrzańskiego.
Był autorem artykułów w prasie wojskowej i sportowej, wydał dwa podręczniki: Sprzęt narciarski (1929) i Jazda na nartach (1930).
Mąż Elżbiety Ziętkiewicz.

## Awanse
- kapitan – zweryfikowany ze starszeństwem z dniem 1 czerwca 1919 roku
- major – 1 grudnia 1924 roku ze starszeństwem z dniem 15 sierpnia 1924 roku i 84. lokatą w korpusie oficerów zawodowych piechoty
- podpułkownik – 14 grudnia 1931 roku ze starszeństwem z dniem 1 stycznia 1932 roku i 11. lokatą w korpusie oficerów zawodowych piechoty
- pułkownik – 3 maja 1940 roku

## Ordery i odznaczenia
- Krzyż Złoty Orderu Wojennego Virtuti Militari nr 150
- Krzyż Srebrny Orderu Wojskowego Virtuti Militari (1921)[8]
- Krzyż Kawalerski Orderu Odrodzenia Polski (11 listopada 1937)[9][10]
- Krzyż Walecznych (czterokrotnie)
- Złoty Krzyż Zasługi (15 maja 1930)[11]
- Srebrny Krzyż Zasługi (16 marca 1928)[12][13]
- Medal Pamiątkowy za Wojnę 1918–1921[13]
- Medal Dziesięciolecia Odzyskanej Niepodległości[13]
- Krzyż Wojenny (Francja)
- Medal Zasługi Wojskowej Signum Laudis II klasy (Austro-Węgry)